# كازوناري كوغيما
كازوناري كوغيما (باليابانية: 小嶋一成؛ بالكانا: こじま かずなり) هو مؤدي صوت ياباني، ولد في 12 ديسمبر 1977 في طوكيو في اليابان.

## وصلات خارجية
- كازوناري كوغيما على موقع IMDb (الإنجليزية)
- كازوناري كوغيما على موقع ميوزك برينز (الإنجليزية)
- كازوناري كوغيما على موقع قاعدة بيانات الفيلم (الإنجليزية)